# Camponotus indeflexus
Camponotus indeflexus är en myrart som först beskrevs av Walker 1859.  Camponotus indeflexus ingår i släktet hästmyror, och familjen myror. Inga underarter finns listade.